# Денгоф, Август Генрих Герман фон
Август Генрих Герман фон Де́нгоф (нем. August Heinrich Hermann Graf von Dönhoff; 10 октября 1797, Потсдам — 1 апреля 1874, замок Фридрихштейн, Восточная Пруссия) — прусский дипломат.

## Биография
Август фон Денгоф происходил из восточнопрусской ветви рода Денгофов и родился в семье прусского полковника графа Августа Фридриха Филиппа фон Денгофа (1763—1838) и его супруги графини Паулины фон Лендорф (1776—1813). Тётка Августа София фон Денгоф состояла в морганатическом браке с королём Пруссии Фридрихом Вильгельмом II.
В 1815 году Август фон Денгоф записался добровольцем в армию, в 1816—1819 годах учился в Кёнигсбергском, Гёттингенском и Гейдельбергском университетах, по окончании учёбы путешествовал по Италии. В 1821 году поступил на дипломатическую службу в министерство иностранных дел в Берлине, служил в посольствах в Париже, Мадриде и Лондоне, сыграл важную роль на конференции по бельгийскому вопросу. В 1833 году был назначен послом Пруссии в Мюнхене, в 1842 году — представителем Пруссии в парламенте во Франкфурте-на-Майне.
В мае 1848 года Денгоф вышел в отставку, но уже в начале сентября был назначен главой внешнеполитического ведомства Пруссии в правительстве Эрнста фон Пфюля. Занимал пост лишь краткое время. В феврале 1849 года был избран депутатом Первой палаты, в 1850 году был направлен представителем в союзный парламент в Эрфурте. Летом 1850 года вновь был избран депутатом Первой палаты, присоединился к умеренно правой партии Вильгельма Йордана. В 1851 году был избран депутатом прусского ландтага, участвовал в его сессиях в 1851—1852 годах. После преобразования Первой палаты в Палату господ получил от короля звание её наследного члена.

## Награды
- Орден Святого Иоанна Иерусалимского почётный кавалер (1824, Ehrenritter)[2]
- Орден Красного орла 4-го класса (1833)[3]
- Орден Красного орла 3-го класса с бантом[4]
- Орден Красного орла 2-го класса со звездой и дубовыми листьями (1840)[5]
- Орден Красного орла 1-го класса с дубовыми листьями (1854)[6]
- Орден Красного орла большой крест с дубовыми листьями (1861)[7]

## Семья
В 1843 году Август фон Денгоф женился на Паулине фон Лендорф (1823—1889), дочери генерал-лейтенанта прусской армии графа Карла фон Лендорфа. У супругов родилось трое сыновей. 
- Август Карл (1845—1920) — являлся членом прусской Палаты господ, служил дипломатом. Его дочь, внучка Августа Германа фон Денгофа, — журналистка Марион Дёнгоф.